# Mord
Mord steht allgemein für ein vorsätzliches Tötungsdelikt, dem gesellschaftlich ein besonderer Unwert zugeschrieben wird. In der Regel unterscheiden historische und aktuelle Strafrechtssysteme zwischen einer einfachen oder minder qualifizierten vorsätzlichen Tötung und einer besonders verwerflichen Form, nach deutschem Sprachgebrauch dem „Mord“. Die Definition und systematische Stellung der in der Regel mit einem höheren Strafmaß sanktionierten zweiten Tötungsart variiert jedoch recht stark zwischen den verschiedenen Rechtssystemen.
Die Häufigkeit von Morden sank in westlichen Ländern vom späten Mittelalter bis zur Gegenwart von 20 bis 70 pro 100.000 Einwohner jährlich auf zirka einen Fall. Seit Anfang der 1990er Jahre wird in den Statistiken auch in weiteren Regionen der Erde ein Kriminalitätsrückgang beobachtet.

## Dogmatik
Aus Sicht der strafrechtsdogmatischen Systematik wird „Mord“ in unterschiedlichen Rechtsordnungen als Grundtatbestand, Qualifikation oder eigenes Delikt sui generis angesehen. Hinsichtlich der Definition bezieht die Unterscheidung sich in den meisten Fällen entweder auf das „ethische Moment des Gesamtbilds der Tat“ oder auf das „psychologische Moment der Entschlussfassung“. Im letzteren Fall unterscheidet sich Mord von anderen Tötungsdelikten oft nur in der mens rea, dem subjektiven Tatbestand. Diese auf das römische Recht zurückgehende Abgrenzung zwischen Affekts- und Vorbedachtstötung, die kennzeichnend für das psychologische Moment der Entschlussfassung ist, wird von Teilen der Literatur als „Weltrecht“ (Kohler) angesehen. Dies ist jedoch zweifelhaft, da eine über alle Zeiten und Kulturen anerkannte Definition des Mordes nicht existiert. Im Völkerstrafrecht wird Mord wegen der daraus resultierenden Abgrenzungsschwierigkeit zum Teil mit vorsätzlicher Tötung gleichgesetzt.
Treffen die Tatbestände Raub (zum Zwecke einer gewaltsamen Wegnahme) und Mord bei einer Tatausübung aufeinander, spricht man vom „Raubmord“.

## Rechtsgeschichte
Die Unterscheidung zwischen Mord und anderen Tötungsdelikten wird in der Literatur auf die antike jüdische und griechische Rechtstradition zurückgeführt. Ein fundamentales Verbot zu morden ergibt sich aus der sumerischen Ethik, siehe Codex Ur-Nammu. Ähnliche Verbote finden sich in den zehn Geboten der israelitischen Religion. Im mosaischen Recht wurde zwischen Mord und Totschlag differenziert.
In Drakons Gesetzen zwingt der Mord, das heißt die Tötung mit Vorbedacht (ek pronoia) und Planung (bouleusis) nach Auffassung des Kieler Rechtshistorikers Richard Maschke zur Blutrache, der sich der Mörder nur durch Flucht entziehen konnte. Dagegen war zur Abgeltung des Totschlags die Zahlung eines Wergeldes möglich. Als Voraussetzung für die Rache bzw. private Vollstreckung wurde schließlich ein zwingendes Gerichtsverfahren (Areopag) erforderlich.
Ausgehend vom römischen Recht, in dem das homicidium praemeditatum dem Mord am ehesten entspricht, wurde die
Unterscheidung von Affekt und Vorbedacht für die Abgrenzung zu anderen Tötungsdelikten in vielen Rechtskreisen kennzeichnend.
Im deutschen Mittelalter galt Mord jedoch als die verheimlichte Tötung im Gegensatz zur Tötung im offenen Kampf Mann gegen Mann. Die Heimlichkeit konnte auch in der Wahl der Waffen zum Ausdruck kommen, z. B. Dolch statt Schwert. Der Strafgrund soll damit zu tun gehabt haben, dass sich der Täter der Verantwortung (Blutrache) entziehen wollte. Dagegen gab es den „ehrlichen Totschlag“.
An diese Rechtstradition wurde in der Zeit des Nationalsozialismus mit Einführung des Mordmerkmals der Heimtücke in der Strafrechtsreform vom 4. September 1941 angeknüpft. Der „germanische“ ethische Begriff, der eine besonders verwerfliche oder besonders gefährliche Begehung voraussetzt, löste dabei den seit der Constitutio Criminalis Carolina vorherrschenden römisch-rechtlich geprägten Mordbegriff ab, der auf Überlegung oder Vorbedacht, also psychologische Gesichtspunkte, abstellte. Der Begriff der Heimtücke blieb im deutschen § 211 StGB bis heute erhalten.

## Rechtsvergleichung

### Abgrenzung zwischen Mord und anderen Tötungsdelikten
Als rechtlicher Begriff ist Mord je nach Rechtsordnung von ganz unterschiedlichen rechtsdogmatischen Ausprägungen und Voraussetzungen geprägt:
- Mord (Deutschland), eine besonders verwerfliche Art der vorsätzlichen Tötung (Qualifikation zu Totschlag oder eigenständiger Tatbestand) im deutschen Strafrecht
- Mord (England und Wales), ein durch das Common Law definierter Straftatbestand im Recht von England und Wales
- Mord (Österreich), den Grundtatbestand der vorsätzlichen Tötungsdelikte im österreichischen Strafrecht
- Mord (Schweiz), eine Qualifikation der vorsätzlichen Tötung im schweizerischen Strafrecht
- Mord (Südafrika), die vorsätzliche Tötung im Recht Südafrikas
- Mord (Vereinigte Staaten), fasst die schwerwiegendsten Formen der Tötung zusammen und ist überwiegend in den Strafrechtsbestimmungen der Bundesstaaten definiert; siehe auch Manslaughter (Vereinigte Staaten)

### Zweifelsfälle bei fremdkulturellen Maßstäben
Die unterschiedlichen gesellschaftlichen Wertungen, die mit der Unterscheidung von Mord und Totschlag in verschiedenen Kulturen verbunden sind, werden zum Teil in Fällen von Ehrenmord thematisiert.

## Völkerstrafrecht
Im Völkerstrafrecht ist die Differenzierung zwischen Mord und vorsätzlicher Tötung umstritten. Oft wird die Differenzierung sogar aufgegeben, so zum Beispiel im Čelebići-Fall vor dem Internationalen Strafgerichtshof für das ehemalige Jugoslawien, in dem wilful killing und murder in Bürgerkriegssituationen gleichgesetzt wurde. Der Begriff murder aus der englischen Fassung des Artikels 7 Abs. 1 a) des Römischen Statuts des Internationalen Strafgerichtshofs wird in der amtlichen deutschen Übersetzung im Bundesgesetzblatt mit „vorsätzliche Tötung“ übersetzt.

## Rechtsphilosophie
In Friedrich Kirchners Wörterbuch der philosophischen Grundbegriffe wird in Anlehnung an das römische Recht Mord als absichtliche und unbefugte Tötung eines Menschen definiert. Für den neuhegelianischen (und später nationalsozialistischen) Rechtsphilosophen Julius Binder liegt die Unterscheidung zwischen Mord und einer staatlich angeordneten Hinrichtung darin, dass letztere „Rechtsbewährungshandlung“ sei, während sich der „besondere Wille“ des Mörders gegen den allgemeinen Willen des Gesetzes richte.
Der Rechtsökonom Richard Posner ist der Auffassung, dass der Satz „Mord ist Unrecht“ („murder is wrong“) tautologisch sei, als mit der Aussage nur analytisch bestätigt würde, was im Begriff des Mordes (im Sinne von unrechtmäßiger Tötung) rein definitorisch als Wertung enthalten wäre. Am Beispiel von Mord und Bestechung (bribery) zeigt er, dass Straftatbestände zwischen den Kulturen sehr stark variieren. Daher sei eine Form des Relativismus angebracht und akademische Moralphilosophie nicht dazu geeignet, zu konkreten Aussagen zu kommen.

## Langfristige Trends

Langfristige Rate von Tötungsdelikten in verschiedenen Ländern Europas

Seit Anfang der 2000er Jahre ist in der Kriminologie bekannt, dass es in Europa zumindest seit dem späten Mittelalter einen mehr oder weniger gleichmäßigen Rückgang der Häufigkeit von Morden gibt. Cambridge-Professor Manuel Eisner veröffentlichte im Jahr 2003 eine entsprechende Studie.
Das Diagramm basiert im Wesentlichen auf Eisners Zahlen. Darüber hinaus wurden von Our World in Data Ergänzungen und Fortschreibungen vorgenommen. Die Werte sind pro 100.000 Einwohner pro Jahr angegeben („Häufigkeitszahl“). Es zeigt sich eine drastische Abnahme der Mord-Raten vom späten Mittelalter bis zur Gegenwart. Die Häufigkeit sank von 20 bis 70 pro 100.000 Einwohner und Jahr auf ungefähr einen Fall.
Die statistische Erfassung von Morden wird in der Kriminologie verwendet, um über lange Zeiträume und über geografische Regionen hinweg (auch weltweit) Vergleiche anzustellen. Dabei wird außerdem Mord als Näherungswert (Proxy) zur Abschätzung anderer Kriminalitätsbelastungen, insbesondere Gewaltkriminalität verwendet. Solche vergleichenden Untersuchungen führten zur Entdeckung eines Kriminalitätsrückgangs nicht nur in Europa, sondern auch in anderen Regionen der Erde.
Die langfristige Entwicklung hat Ähnlichkeit mit anderen Bereichen des gesellschaftlichen Fortschritts. So gab es beispielsweise seit der Aufklärung ebenfalls große Verbesserungen bei der Lebenserwartung, Kindersterblichkeit und Alphabetisierung sowie auch weniger Kriege.

## Formen
- Auftragsmord
- Blutrache
- Ehrenmord
- Fahrlässige Tötung
- Fememord
- Hinrichtung
- Massenmord
- Meuchelmord
- Mord ohne Leiche
- Mordserie
- Politischer Mord
- Tyrannenmord
- Völkermord